# EBITDA-Bridge

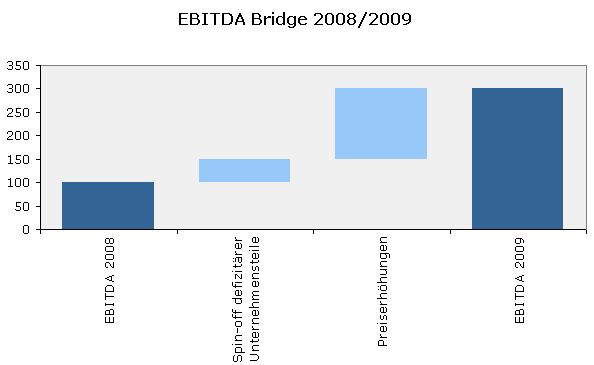
Beispielhafte EBITDA-Bridge

Eine EBITDA-Bridge ist ein in der Praxis der Unternehmensbewertung und des Unternehmensverkaufs verwendetes Wasserfalldiagramm, das für die zukünftige Entwicklung der Unternehmenserträge herangezogen wird. Dabei wird vom letzten tatsächlichen EBITDA (dem Gewinn vor Steuern, Zinsen und Abschreibungen) ausgegangen, und es werden verschiedene Auswirkungen hinzugerechnet – beispielsweise der Verkauf defizitärer Unternehmensteile oder das Durchsetzen von Preiserhöhungen.